# 卢思位
卢思位（1973年1月9日—），中華人民共和國四川省人权律师，曾多次辦理多宗涉及政治異見人士敏感案件知名，包括六四酒案、成都“四君子”案、12港人案、余文生、王藏、覃永沛、陳家鴻等“煽动颠覆国家政权案”，後來更因此被吊銷律師證並遭當局嚴密監控。

## 簡歷
2017年，盧思位發起公民聯署，呼籲全国人民代表大会成立特別調查委員會，就“709”系列案件是否存在強迫服藥等酷刑進行獨立調查，調查委員會的組成人員應當包括律師和公民代表，並向公開調查結論。2019年12月26日，廈門聚會案發生後，盧思位受到傳喚及威脅，並被禁止出境。
2020年4月24日，盧思位因辦理過廣西律師陳家鴻「煽動顛覆國家政權案」，遭受四川司法當局和律師協會打壓和處分。
2020年6月，余文生律师因煽动颠覆国家政权罪成，被徐州市中级法院判处徒刑四年，卢思位律师作为二审辩护人参与辩护工作，另一位辩护人是北京律师蔺其磊。
2020年8月，有12名香港社運人士被深圳公安扣押在鹽田看守所，盧思位曽經探訪他們，並向他們提供法律援助。2021年年初，四川省司法厅以卢思位违反职业操守、在网上发表言论“对社会产生负面影响”为由，吊销其律师执照。盧思位在12港人案中擔任喬映瑜的辯護人，並撰寫文章《關於8.23偷渡案家屬關心的幾個問題》，他多次前往深圳鹽田區看守所要求會見無果。
2020年11月3日，成都市青羊区司法局對盧思位律師代理的所有案件材料檢查。
卢思位是广西律师覃永沛涉嫌煽动颠覆国家政权案的辩护人之一，另一辩护人是贵州律师李贵生。
卢思位律师是云南异见诗人王藏的辩护人，另一辩护人是北京律师张磊。
2021年1月4日，四川省司法廳對盧思位開出“行政處罰案件當事人聽證權利告知書”，吊銷盧律師的律師執業證。這是2021年當局對維權律師開出的第一張罰單。在這份標號為“川司罰告字[2021]第1號”的文件中，四川省司法廳吊銷盧思位律師執業證的理由是，“在互聯網上多次發表不當言論，時間跨度長，發文數量多，嚴重損害律師行業形象，造成惡劣社會影響”。
2023年7月28日，卢思位原定在泰国搭乘航班前往美国與家人團聚，但在老挝永珍準備登上一列開往泰國的火車時，被當地警方逮捕。面臨被老挝政府遣返中國。7月31日，盧思位在美國洛杉矶的太太張春曉發出緊急呼籲，要求老撾遵守《禁止酷刑和其他殘忍、不人道或有辱人格的待遇或處罰公約》，並請求國際社會營救。8月1日，全球68個人權組織發出緊急聯合聲明，敦促寮國停止遣返盧思位。
該年9月23日，寮国将卢思位遣返回中国，随即被关押在成都新都看守所，2023年10月27日获取保候审，离开看守所。2024年10月10日下午，再次被成都市成华区检察院以偷越国境罪名起訴與逮捕，当日送回成都市看守所羁押，2025年4月18日在成都市成華區檢察院開庭審理，當天被判有期徒刑11個月，並處罰金人民幣一萬元，刑期至2025年8月初。
2025年7月9日，仍在獄中的盧思位獲頒中國人權律師獎。該獎項是為紀念「709大抓捕」而設立，以此表彰為捍衛中國人權與社會良知做出貢獻的人權律師。

## 外部連結
- 卢思位律师的妻子张春晓的X（前Twitter）